# Serra da Boa Esperança (canção)
Serra da Boa Esperança é um samba-canção de autoria de Lamartine Babo. A melodia foi composta por Lamartine, em 1937, sendo que a letra também é dele, com intervenções do dentista dorense Carlos Alves Netto.

## História
Conforme informa Áurea Netto Pinto, no princípio da década de 1930, seu irmão, o dentista Carlos Alves Netto (chamado “Caro”, pelos amigos) colecionava fotos de celebridades do rádio. Ele mesmo era um artista, compunha e cantava suas próprias composições, tocava vários instrumentos, escrevia peças teatrais, pintava cenários e interpretava.
Para obter as fotos dos artistas, lançava mão de todos os recursos. Inicialmente, escrevia a eles e, por vezes, para maior êxito, adotava um pseudônimo feminino.
Lamartine Babo, que estava no auge do prestígio, era o artista do momento e acabara de compor a música “O teu cabelo não nega, mulata”, que lhe gerou problemas autorais. (Ver Mulata (canção))
Assim, Carlos Netto escreveu a Lamartine Babo, fazendo se passar por uma certa “Nair Oliveira Pimenta”, mineira de Dores da Boa Esperança.
Com o tempo, Lalá (apelido de Lamartine) e Nair passaram a se corresponder com frequência. Se Lamartine escrevia em prosa,  Nair respondia em prosa, se ele escrevia em versos, “ela” respondia em versos. Lamartine se admirou com a inteligência da sua correspondente, enviou as fotos e, por um ano, manteve esta correspondência; até que Nair interrompeu as cartas, alegando que iria se casar com um primo e que “tudo não se passava de um sonho impossível”.
Lalá, ansioso e preocupado, no ano de 1937, resolveu ir a Boa Esperança para conhecer Nair.
As crônicas do lugar descrevem Lamartine, ao chegar na cidade, como “magro, feio e desdentado; porém, um sultão orgulhoso de seu harém”.
Apresentaram-lhe a única Nair do lugar, que era uma menina de 6 anos de idade. Decepcionado, não desistiu e continuou sua busca pela cidade, até que alguém lhe revelou: “Nair era um ‘marmanjo’ que o ludibriara para conseguir sua foto”!
Apesar do receio da verdade, o dentista Carlos Alves Netto, irmão de Nair, assumiu: era ele quem mandava as cartas.
Ao saber de tudo, Lalá capitulou, silenciosamente, sem comentários. Ficou na cidade e conheceu melhor Carlos Netto, de quem se tornou grande amigo.
A juventude e os músicos do lugar passaram a se reunir, diariamente, com Lamartine, que à luz de lampião, em volta da mesa, a todos encantava com sua inteligência privilegiada.
Assim, marcado um piquenique para a despedida de Lamartine, este, olhando a Serra da Boa Esperança que emoldurava a paisagem, começou a solfejar as notas, que Carlos Netto ia escrevendo na pauta improvisada num pedaço de jornal. E com as notas, foi saindo a letra.
Quando da reinauguração do Clube Dorense, foi prevista uma homenagem a Lamartine Babo, porém ele faleceu antes. Assim, em sua homenagem, a municipalidade ergueu um monumento, numa das principais vias públicas da cidade, a Avenida Marechal Floriano Peixoto.
Esta música fez muito sucesso, sendo interpretada por artistas:
- Chico da Viola
- Silvio Caldas.
- Cascatinha e Inhana.
- César Camargo Mariano e Wagner Tiso (Versão Instrumental - 1983)
- Eduardo Dusek (1984)
- Tetê Espíndola.
- Altemar Dutra
- Wilson Simonal
- Francisco Alves
- Maria Bethânia (CD Amor, Festa, Devoção - Ao vivo - 2010)

## Filmagens
Esta música esteve presente na trilha sonora:
- “Cinema, Aspirinas e Urubus” - filme de 2005 – interpretação de Francisco Alves.
- “Éramos Seis” Novela da Rede Tupi de 1977- interpretação de Elizeth Cardoso e Silvio Caldas.